# حشيشة النيص
حشيشة النيص (الاسم العلمي: Triodia)، جنس نبات كبير (العدد) تشكل أكمات من الأعشاب الأجمية وهي تنتمي إلى  فصيلة النجيلية، تستوطن أستراليا.